# Елдин Якупович
Елдин Якупович (нім. Eldin Jakupović; нар. 2 жовтня 1984) — боснійський і швейцарський футболіст, воротар клубу MLS «Лос-Анджелес».
Грав за національну збірну Швейцарії.

## Клубна кар'єра
Народився 2 жовтня 1984 року в соціалістичній Югославії. Під час Боснійської війни як біженець прибув до Швейцарії, де почав займатися футболом у місцевих футбольних школах. З 1999 року займався в академії «Грассгоппера», а 2004 року дебютував за головну команду цюриського клубу.
Провівши сезон 2005/06 в оренді у «Туні», був запрошений до московського «Локомотива». Деякий час був основним воротарем московської команди, згодом, у тому числі через ліміт на легіонерів, місце в основному складі втратив і 2007 року повернувся до «Грассгоппера» на умовах оренди. У рідній команді був стабільним основним голкіпером і навіть заслужив виклик до національної збірної Швейцарії. 2009 року повернувся до «Локомотива», де не провівши більше жодної гри, за деякий час розірвав контракт з клубом.
Продовжив кар'єру в Греції, де протягом 2010—2012 років захищав ворота «Олімпіакоса» (Волос) та «Аріса».
2012 року уклав контракт з англійським друголіговим «Галл Сіті». Перебував на контракті з цим клубом упродовж п'яти сезонів, протягом яких був резервним голкіпером. У цей період кар'єри також перебував у короткочасній оренді в «Лейтон Орієнт».
2017 року досвідчений воротар уклав трирічну угоду з клубом «Лестер Сіті», в якому став одним з резервістів безумовного «першого номера» команди Каспера Шмейхеля.

## Виступи за збірні
2005 року прийняв пропозицію захищати на рівні молодіжних збірних кольори своєї батьківщини й провів того року дві гри за молодіжну збірну Боснії і Герцеговини.
Однак вже наступного року отримав аналогічне запрошення від тренерського штабу молодіжної збірної Швейцарії і вирішив змінити футбольне громадянство. Як й у випадку боснійської команди захищав ворота молодіжної команди Швейцарії у двох іграх.
2008 року, не маючи досвіду виступів у складі національної збірної Швейцарії, був включений до її заявки на домашній для швейцарців тогорічний чемпіонат Європи, щоправда, лише як третій воротар. Свою першу і єдину гру у формі головної швейцарської збірної провів невдовзі після континентальної першості, у серпні того ж 2008 року.
| Дата      | Місто  | Господарі | Результат | Гості | Турнір           | Голи | Примітки |
| --------- | ------ | --------- | --------- | ----- | ---------------- | ---- | -------- |
| 20-8-2008 | Базель | Швейцарія | 4 – 1     | Кіпр  | товариський матч | -1   |          |
| Усього    |        | Матчів    | 1         |       | Голів            | ?    |          |

## Досягнення
- Володар Кубка Англії (1):

«Лестер Сіті»: 2020-21
- Володар Суперкубка Англії (1):

«Лестер Сіті»: 2021